# LVF – Adda bis Alpone
Die LVF – Adda bis Alpone waren Dampflokomotiven der Lombardisch-venetianische Ferdinands-Bahn (LVF), einer privaten Bahngesellschaft Österreich-Ungarns.
Die vier Lokomotiven wurden von der Maschinenfabrik der Wien–Gloggnitzer Bahn 1847 an die LVF geliefert.
Sie erhielten die Namen „ADDA“, „SILE“, „CANOVA“ und „ALPONE“.
Ihre Ausmusterung erfolgte vor 1862.
Einer historisch nicht mehr beweisbaren Hypothese zufolge hätte es auch 1A1-Maschinen mit den Namen „MARCO POLO“, „SCALIGERO“, „BERICO“ und „POLENI“ gegeben, die von der Maschinenfabrik der Wien–Gloggnitzer Bahn 1847 gemeinsam mit den hier beschriebenen an die LVF geliefert wurden.
Die unter LVF – Marco Polo bis Poleni beschriebenen Lokomotiven wären dann identisch mit den WRB – Fahrafeld bis Felixdorf.